# Akraberg
Akraberg – przylądek w południowej części wyspy Suðuroy, wchodzącej w skład archipelagu Wysp Owczych, stanowiącego duńskie terytorium zależne na Morzu Norweskim. Jego nazwa pochodzi od słowa akur oznaczającego centralne pole. W miejscu tym znajduje się latarnia morska oraz stacja nadawcza z masztem, wykorzystywana przez Kringvarp Føroya.

## Geografia

### Położenie
Przylądek znajduje się w południowej części wyspy Suðuroy. Pięć kilometrów dalej znajduje się grupa sześciu wystających z oceanu skał Flesjarnar, wraz z Sumbiarsteinur, zwanym również Munkurin (Mnichem), stanowiącym najdalej wysunięty na południe punkt Wysp Owczych. Pomiędzy skałami a Akraberg znajduje się znana z silnych prądów cieśnina Røstin, opisywana między innymi przez farerskiego poetę Poula Joensena w wierszu ...Røstin rísin rann... Najbliższą miejscowością jest leżąca na północnym zachodzie Sumba. Na północ od Akraberg rozpoczyna się pasmo górskie, którego najbliższym szczytem jest Lambaklettur (235 m n.p.m.).

### Klimat
Na przylądku Akraberg znajduje się jedna z czterech stacji meteorologicznych należących do Danmarks Meteorologiske Institut. Podobnie jak na całym archipelagu panuje tam umiarkowany klimat chłodny w odmianie morskiej. Dane zbierane są od 1961 roku. Najwyższą odnotowaną od tego czasu temperaturą w Akraberg było 18,4 °C w sierpniu 1969 roku, a najniższą −10,6 °C w lutym tego samego roku. Najcieplejszym miesiącem jest sierpień, kiedy średnio temperatury osiągają od 9,3 °C do 12,2 °C, a najchłodniejszym luty od 2,2 °C do 5,8 °C. Średnia suma opadów w ciągu roku wynosi (na podstawie danych z lat 1961–1990) 884 mm i jest stosunkowo niska w porównaniu z wynikami z innych stacji na archipelagu. Najwyższe sumy opadów obserwowano w październiku (średnio 108 mm), a najniższe w maju (43 mm).

### Torfowiska
Na obszarze znajdują się torfowiska z widocznymi śladami wydobycia torfu, głównie z lat 50. XX wieku i czasów wcześniejszych. Wśród nich występują także kopce z tego materiału, porównywane do podobnych na Wyspach Brytyjskich. Ich pochodzenie nie jest jasne, jednak mogą być powiązane z celtyckimi mnichami, którzy prawdopodobnie zamieszkiwali te tereny przed przybyciem wikingów na archipelag.

## Latarnia morska
W 1909 roku w Akraberg wybudowano latarnię morską wraz z kilkoma domami mieszkalnymi dla obsługi. Wieża ma 18 metrów, a światło znajduje się na wysokości 94 m n.p.m. Budynek latarni stanowi biała cylindryczna wieża z czerwonym dachem i balkonem. Wyposażona jest w światło błyskowe, świecące dwa razy przez dwie sekundy w dwudziestosekundowych interwałach, w barwach czerwonej, zielonej i białej, zależnie od kierunku. Znajduje się tam także nautofon, który może nadać sygnał co sześćdziesiąt sekund. Obecnie okoliczne zabudowania nie są stale zamieszkane, a obsługa latarni jest zautomatyzowana, wymaga ona jednak regularnej obecności człowieka. Ostatnim osadnikiem był latarnik Hans Petur Kjærbo wraz z rodziną, który opuścił Akraberg po huraganie, który uderzył w Wyspy Owcze w grudniu 1998 roku, powodując liczne szkody. Kjærbo nadal sprawuje pieczę nad latarnią, podobnie jak nad wieloma innymi obiektami tego typu na całym archipelagu.

## Stacja radiowa
Nieopodal latarni morskiej znajduje się masz radiowy o wysokości 141 metrów, wzniesiony w roku 1990. Jest on wykorzystywany przez farerską rozgłośnię radiową, której można słuchać na częstotliwości 531 kHz. Obecny transmiter zamontowano w 2008 roku po zepsuciu się poprzedniego. Sygnał jest emitowany z mocą 100 kW i może być odbierany nawet w północnych regionach Szkocji.

## Historia

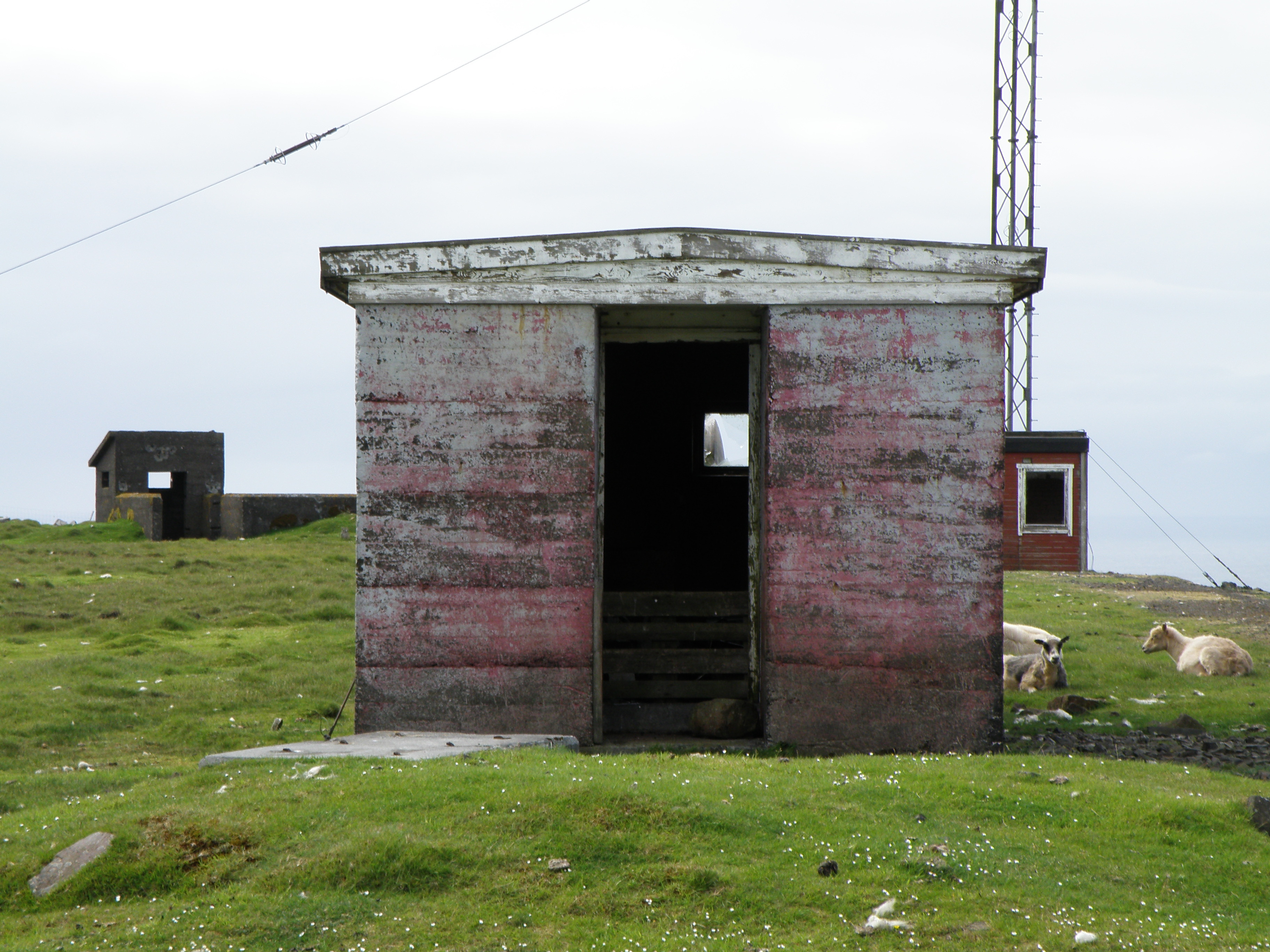
Pozostałości brytyjskich bunkrów na terenie Akrabergu

### Osadnictwo
Według badań pyłków zbóż ludzie mogli zamieszkiwać tereny Akrabergu w okresie przed przybyciem wikingów na archipelag. Byli to najpewniej mnisi irlandzcy lub szkoccy, którzy około roku 625 opuścili Szetlandy, jako pierwsi zasiedlając następnie Wyspy Owcze.
Od roku 1040 w miejscu tym istniała kolonia fryzyjska, silnie dotknięta przez zarazę czarnej śmierci, po której została opuszczona. Według lokalnych podań, kolonia ta przez cały okres istnienia miała zachować wierzenia pogańskie. Po zarazie jednym z niewielu ocalałych był mężczyzna zwany Bóndin í Akrabergi (Rolnik z Akrabergu), który wraz z rodziną przeniósł się do pobliskiej osady Sumba. Według niektórych legend Fryzowie zajmowali się między innymi piractwem.
W późniejszym okresie obszar przez pewien czas zasiedlała obsługa latarni morskiej, obecnie jednak jest on niezamieszkany.

### II Wojna Światowa
W czasie sojuszniczej okupacji Wysp Owczych przez wojsko brytyjskie latarnia morska i wieża radiowa wykorzystywane były przez pracowników technicznych Royal Air Force, którzy utworzyli tam jeden z pierwszych systemów radarowych w południowej części archipelagu. Do dziś można zobaczyć na terenie Akrabergu alianckie bunkry.

## Galeria

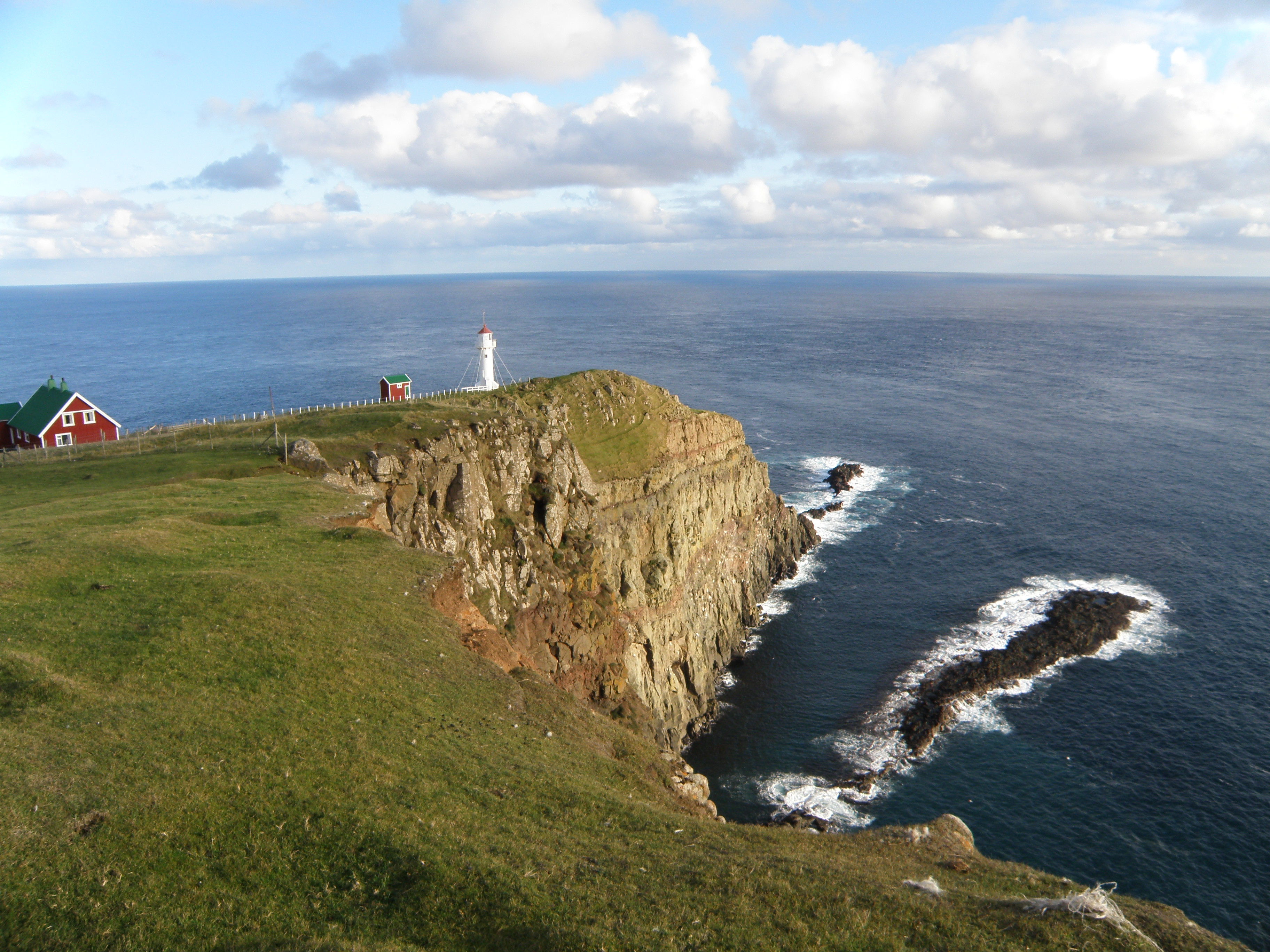
Przylądek Akraberg
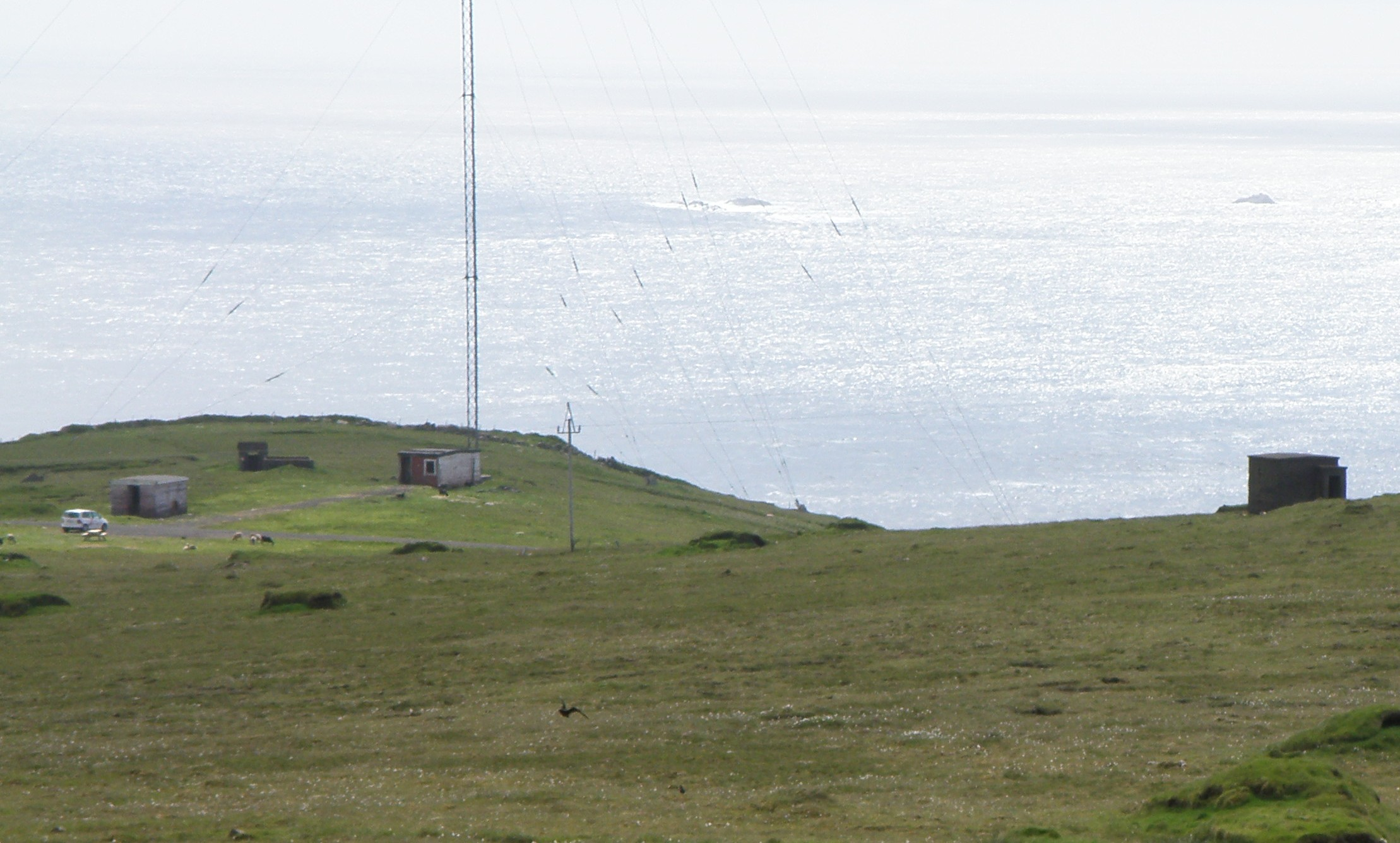
Brytyjskie bunkry na Akrabergu wraz z fragmentem masztu radiowego
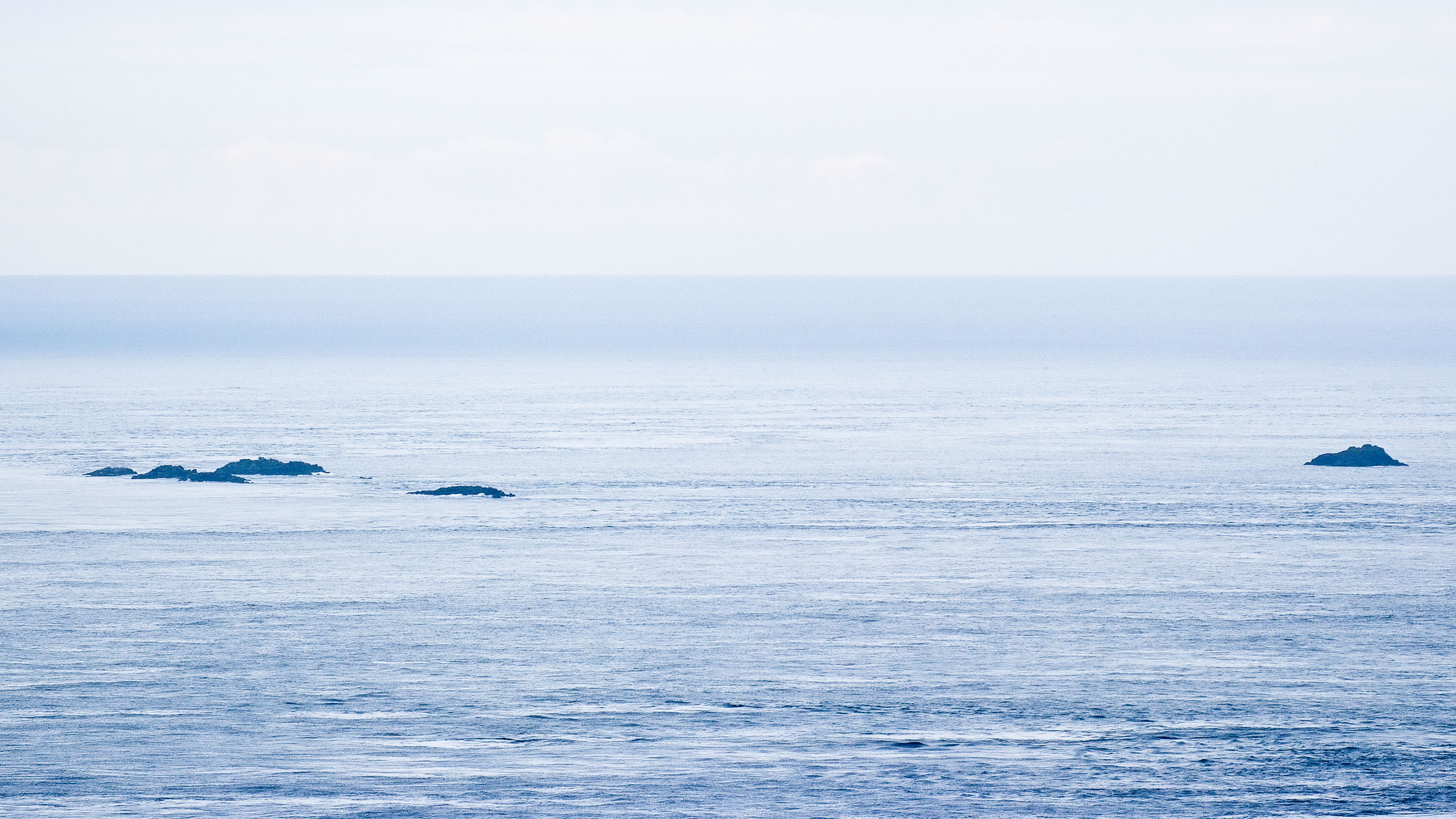
Flesjarnar widoczne z przylądka Akraberg
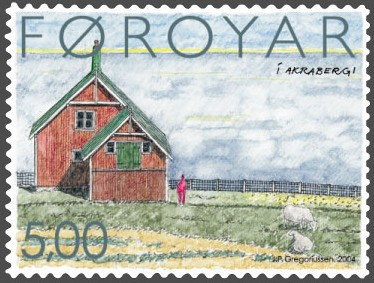
Znaczek przedstawiający zabudowania na przylądku Akraberg audorstwa Jákupa Pauliego Gregoriussena z 2004 roku
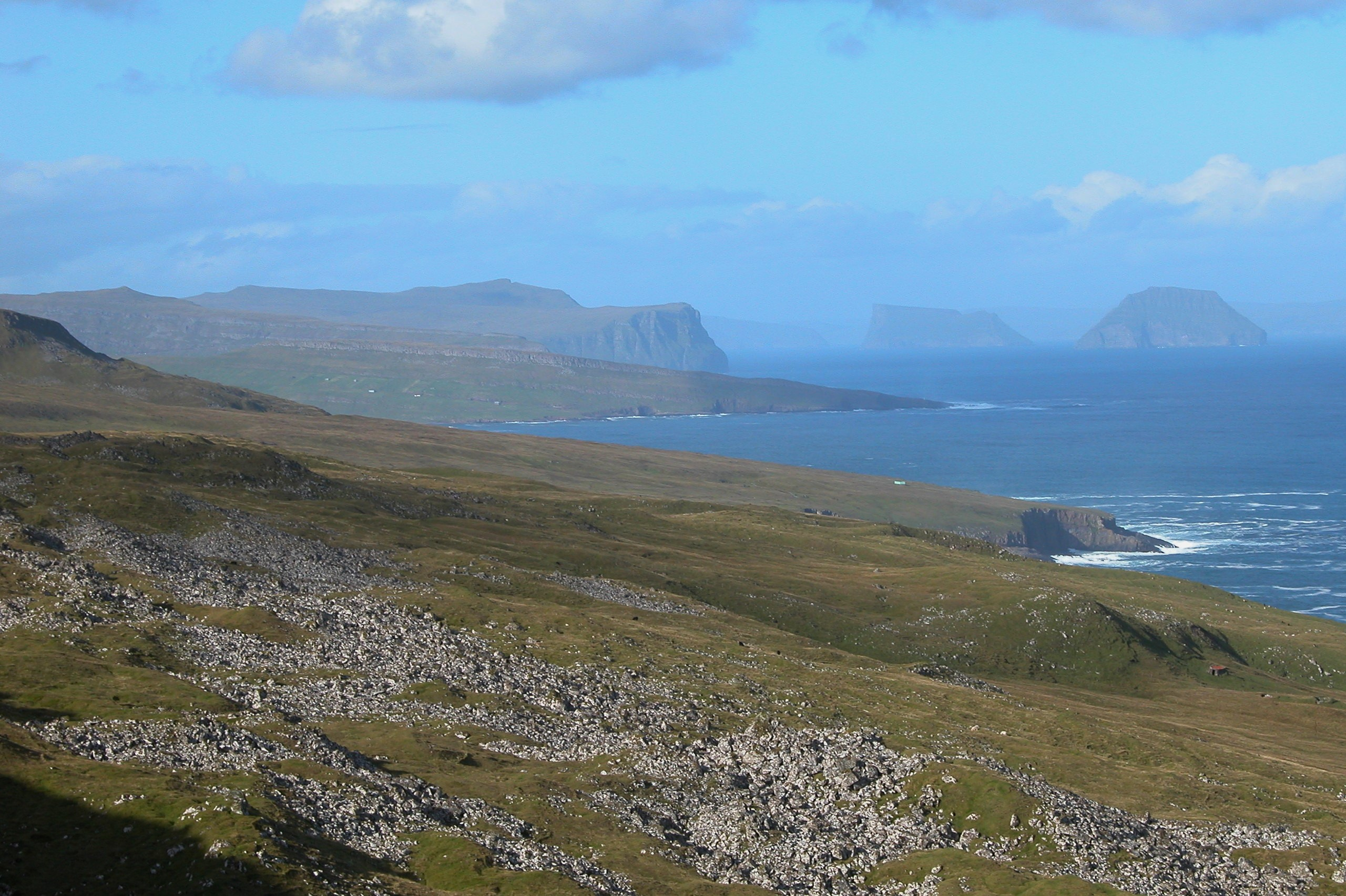
Widok na północ od Akrabergu
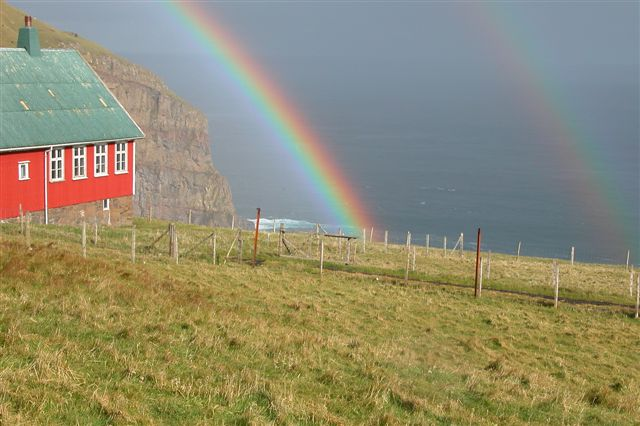
Tęcza na przylądku Akraberg